# Bernard Rudofsky

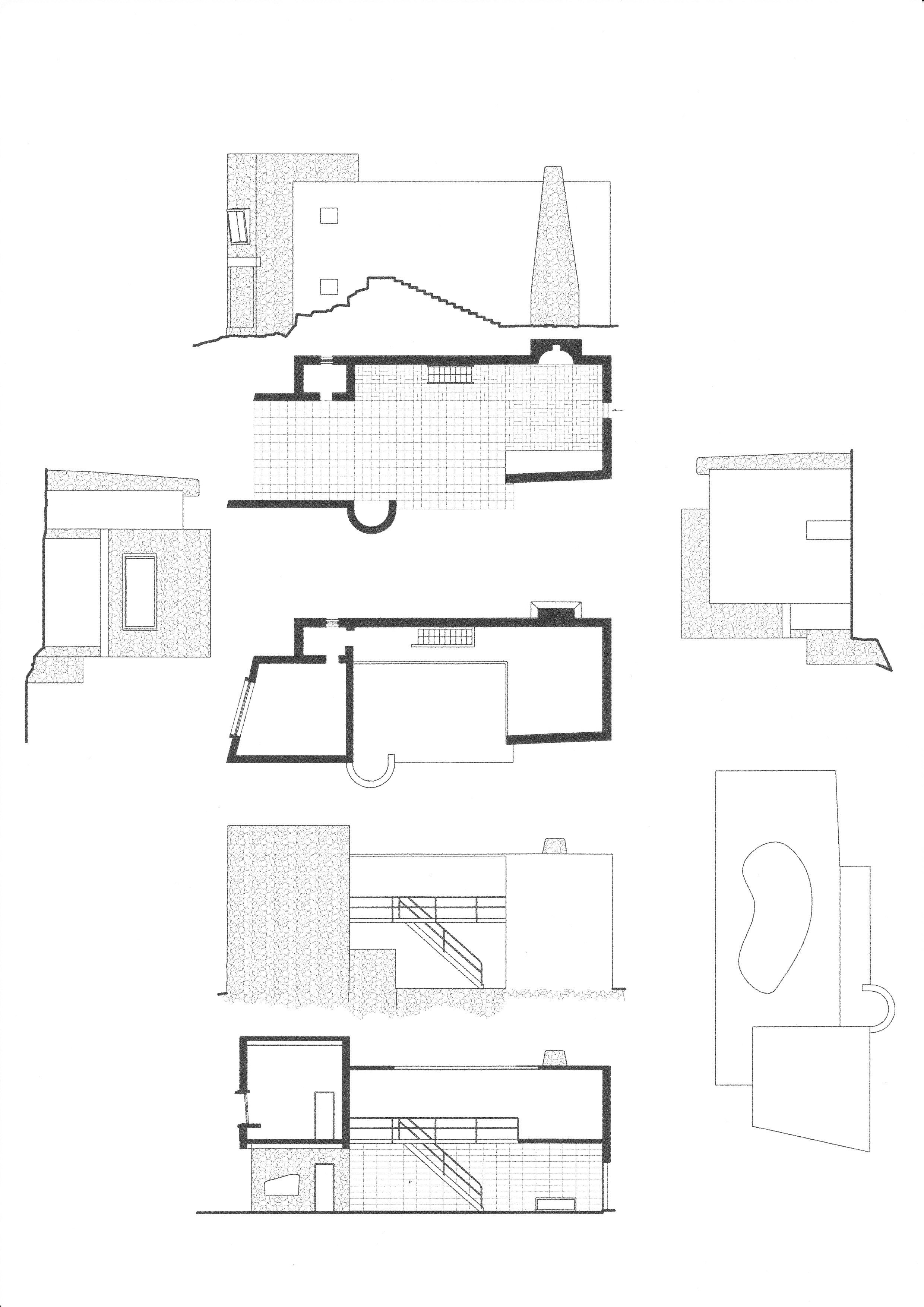
Villa en Positano

Bernard Rudofsky (19 de abril de 1905 - 12 de marzo de 1988) fue un escritor, arquitecto, coleccionista, profesor, diseñador e historiador social moravo. Entre sus obras más destacables se puede mencionar Arquitectura sin arquitectos: una breve introducción a los no-entendidos en arquitectura, publicada en 1964.

## Formación y enseñanza
Rudofsky obtuvo un doctorado en arquitectura en Austria antes de trabajar en Alemania, Italia y una docena de otros países.  En Italia contrajo matrimonio con la artista textil austriaca Berta Rudofsky.  Se instaló temporalmente en Brasil en la década de 1930 y abrió un estudio de arquitectura allí, construyendo varias residencias notables en São Paulo. Una participación en un concurso de diseño de 1941 le trajo una invitación del MoMA para recorrer los Estados Unidos. 
Tras Pearl Harbor, como nativo de Austria, se le dio la opción de quedarse en los Estados Unidos. Permaneció en la ciudad de Nueva York hasta su muerte, aunque continuó viajando (a veces durante años). Rudofsky enseñó de diversas maneras en Yale, el MIT, Cooper-Hewitt, la Waseda University en Tokio y la Royal Academy of Fine Arts en Copenhague. Fue un distinguido becario Ford, Fulbright y Guggenheim.

## Influencia
Rudofsky fue el pensador más influyente para organizar una serie de exposiciones controvertidas del MoMA en los años 1940, 1950 y 1960. Hoy se lo recuerda mejor por una serie de libros de urbanismo que aún brindan una perspectiva de diseño relevante que se oculta en un entretenido sarcasmo subversivo. Sus intereses iban desde la arquitectura vernácula hasta los inodoros japoneses y el diseño de sandalias. En conjunto, su trabajo escrito constituye un argumento sostenido a favor de un diseño humano y sensible.

## Publicaciones y libros.
En "Arquitectura sin arquitectos", Rudofsky afirma que "La historia de la arquitectura, tal como está escrita y enseñada en el mundo occidental, nunca se ha preocupado por más que unas pocas culturas selectas". Intenta desglosar nuestra idea limitada de este campo e introducir brevemente al lector en el vasto y sabio mundo de la "arquitectura informal" (vernácula, indígena y, a menudo, anónima). Las lecciones que se enseñan en este mundo son muy útiles para la humanidad, especialmente en relación con la crisis ambiental que ahora enfrenta el mundo.
Otra obra notable, Now I Lay Me Down to Eat, es un entretenido recorrido por alternativas históricas y culturales a los problemas de diseño de la vida cotidiana: comer, dormir, sentarse, limpiar y bañarse, y no tenía la intención de propagar herejías peligrosas ni de socavar nuestro derecho de nacimiento para tomar la peor de las opciones posibles. Por el contrario, demuestra mediante ejemplos aleatorios que la vida puede ser menos aburrida de lo que lo hacemos". Al contrastar las soluciones de diseño occidentales actuales con las prácticas anteriores, hace que nuestras "soluciones" actuales parezcan abiertas a la mejora, si no completamente ridículas y arbitrarias. Por ejemplo, pregunta por qué el inodoro estándar de estilo americano es efectivamente un humidificador séptico, y por qué los adultos no pueden acostarse en las bañeras de estilo americano y, como cuestión de rutina, se arreglan permanentemente a dos o tres pies de distancia de un humidificador séptico. 
En 1944, Rudofsky y su esposa Berta fueron invitados al Black Mountain College durante dos semanas. Bernard dio dos conferencias sobre el triste estado del diseño de prendas de vestir, calificando la vestimenta contemporánea como "anacrónica, irracional, impráctica y dañina" y literalmente inadecuada. Una de sus conferencias se llamó "¿Cómo pueden las personas esperar tener una buena arquitectura cuando usan esas ropas?", y abogó por la introducción del uso de las sandalias en Estados Unidos.
En su libro Are Clothes Modern? Rudofsky,  habló sobre su visión de la ropa contemporánea. Junto con su esposa Berta, Rudofsky trabajó para promover un estilo de vida universal confortable a través de sus diseños de ropa. Estaba en contra de la tendencia de moda de meter los pies frágiles en lo que él consideraba dispositivos de tortura personales enmascarados por coloridos patrones de cuero y tacones de formas seductoras.  Rudofsky abordó el problema con el diseño de sus sandalias Bernardo (1946–1964). Consideraba las sandalias como un calzado liberador que trasciende la convencionalidad y las modas siempre cambiantes.
En 1986, Peter Noever, editor en jefe de la revista de arquitectura "UMRISS" dedicó un número especial (1/86) a Bernard Rudofsky bajo el título "Regreso a la vida" / "Umkehr zum Wohnen", además de una presentación completa de los proyectos de arquitectura clave de Rudofsky. Al mismo tiempo, este número contiene una entrevista realizada por Peter Noever en el verano de 1985 en la casa del arquitecto en Nerja, Andalucía / España. Esta y su exposición a gran escala en Viena representan uno de sus últimos documentos auténticos.

## SeminarioBernard Rudofsky: Desobediencia crítica a la modernidad
Fue el primer seminario a nivel mundial que se hace sobre el artista organizado en octubre de 2013 por el Centro José Guerrero de Granada, en colaboración con la Diputación y el Ministerio de Cultura, con unas jornadas de tres días, para dar a conocer la obra y la figura de Rudofsky y tratar de la arquitectura tradicional.
Yolanda Romero, la directora del Centro José Guerrero dice: “Entre los objetivo del seminario está contribuir a la protección del patrimonio histórico popular. El arquitecto, en los años 60, ya denunció cómo estaba siendo objeto de tremendas agresiones”, aclara Romero. “En su libro Arquitectura sin arquitectos, hay fotografías que reflejan este concepto, como imágenes de las cuevas de Guadix hasta las plazas y las calles populares de nuestro país. Rudofsky fue una de las primeras voces en reclamar la importancia de la arquitectura popular, impregnada de una gran profundidad de valores, frente a los diseños a los que estamos acostumbrados. El artista hablaba que una de las grandezas de lo popular es que no está de moda. Y ahí radica uno de sus grandes valores”.

## La casa de Frigiliana
Rudofsky construyó en 1971 La Casa en Frigiliana (Málaga) para poner en práctica su admiración a lo popular, para veranear con su mujer, Berta. La casa se construyó en las estribaciones de la sierra de la Almijara, muy cerca de la de sus amigos Roxane y José Guerrero, está considerada como su testamento ideológico y vital. Según un crítico de la época:  Rudofsky despreció la vieja costumbre de talar los árboles y nivelar el terreno sino que cuidó mantener el carácter rural del paisaje y rechazó todos los rasgos suburbanos tan apreciados por los extranjeros: falsos céspedes, macizos de flores y setos herbáceos; arcos, cancelas, vallas y muros. La Casa se basa en una serie de volúmenes autónomos entrelazados por patios interiores y exteriores, pérgolas y terrazas que, adaptados a los niveles de la tierra, respetan la presencia de pinos, olivos y algarrobos.
Luis Fernández-Galiano dice de ella: "Construida con sobria naturalidad sobre una cresta a tres kilómetros de la costa, y desplegada en el terreno con pérgolas y porches, la que llamó La Casa carecía de teléfono, radio o televisión, pero a cambio albergaba obras de una pléyade de amigos artistas y arquitectos, desde Calder o Christo hasta los Eames o Le Corbusier. “La hice pensando en el verano”, escribía Rudofsky al escultor Isamu Noguchi, y es en efecto en el tiempo detenido del estío cuando la casa expresa mejor su condición de manifiesto por una vida lenta y placentera, huérfana de los triclinios o los tatamis de sus exposiciones más exóticamente provocativas, pero no menos seductora en su defensa distraída de una existencia epicúrea, tan exigente en la búsqueda de una simplicidad esencial como amable en el disfrute de los placeres de la piel."
En 2011 el inmueble fue declarado Bien de Interés Cultural (BIC) por la Consejería de Cultura.

## Libros más importantes
- Are Clothes Modern? (1944)
- Behind the Picture Window (1955)
- Japan: Book Design Yesterday (1962)
- Architecture Without Architects: A Short Introduction to Non-pedigreed Architecture (1964)
- The Kimono Mind: An Informal Guide to Japan and the Japanese (Charles E. Tuttle, 1965)
- Streets for People:  A Primer for Americans (1969)
- The Unfashionable Human Body (1971)
- The Prodigious Builders: Notes Toward a Natural History of Architecture with Special Regard to those Species that are Traditionally Neglected or Downright Ignored (1977)
- Now I Lay Me Down to Eat: Notes and Footnotes on the Lost Art of Living (1980)
- Sparta/Sybaris (1987), edited by Peter Noever/MAK

## Publicaciones de otros autores sobre Rudofsky
- Bernard Rudofsky: A Humane Designer (2003), Guarneri, Andrea Bocco, Springer-Verlag, Wien, ISBN 3-211-83719-13-211-83719-1
- Lessons from Bernard Rudofsky: Life As A Voyage (2007), edited by Platzer, Monika, Birkhauser Verlag AG, Basel, Switzerland, ISBN 978-3-7643-8360-2978-3-7643-8360-2
- Bernard Rudofsky Architect (2016), Rossi, Ugo, Clean Edizioni, Napoli, ISBN 978-88-8497-527-0978-88-8497-527-0

## Exposiciones
- Sparta/Sybaris. Keine neue Bauweise. Eine neue Lebensweise tut No. Comisariado por Peter Noever/MAK, 1987/88